# Bülowstraße (stacja metra)
Bülowstraße – stacja metra w Berlinie w dzielnicy Schöneberg, w okręgu administracyjnym Tempelhof-Schöneberg na linii U2. Stacja została otwarta w 1902.